# Johann Valentin Drill
Johann Valentin Drill, auch Jean Drill (* 29. Oktober 1836 in Frankfurt am Main; † 7. November 1908 ebenda) war ein deutscher Fabrikant und Abgeordneter des Provinziallandtages der Provinz Hessen-Nassau.

## Leben
Johann Valentin Drill war der Sohn der Eheleute Andreas Drill und seiner Ehefrau Anna Maria Klein. Zunächst der Freikirche angehörend, wurde er später konfessionslos.
Nach seiner Schul- und Berufsausbildung begab er sich als Kürschner und Kappenmacher auf vierjährige Wanderschaft in Deutschland, Italien und Frankreich.
In den 1850er Jahren kam er nach Frankfurt zurück und eröffnete eine kleine Firma (Herstellung und Vertrieb von Kappen).
Er betätigte sich politisch und wurde Mitglied in der Demokratischen Vereinigung, wo er 1876/1877 zweiter Vorsitzender und bis 1895 Vorstandsmitglied war.
Von 1880 bis 1896 hatte er einen Sitz in der Frankfurter Stadtverordnetenversammlung. Dort war er 14 Jahre lang Mitglied des Schulausschusses.
In den 1880er Jahren war er im engeren Ausschuss der Deutschen Volkspartei, die 1868 als linksliberale Partei gegründet worden war.
1890 kandidierte er im Reichstagswahlkreis Regierungsbezirk Wiesbaden 6 für den Reichstag, kam jedoch mit 20,5 % der Stimmen knapp nicht in die Stichwahl.
Von 1893 bis 1898, als er sein Mandat aus gesundheitlichen Gründen niederlegte, war er Mitglied des Nassauischen Kommunallandtags bzw. des Provinziallandtages der Provinz Hessen-Nassau. Sein Nachfolger wurde Friedrich Friedleben.
Drill verkaufte 1893 seinen Familienbetrieb und blieb dort bis 1903 als Kaufmann tätig.

## Öffentliche Ämter
- 1878 Stiftsrat im Freien Deutschen Hochstift.[1]
- Präsident des Sachs'schen Vereins für gemischten Gesang.[2][3]